# František Tokár
František Tokár (* 25. Mai 1925 in Veľké Chrašťany; † 29. Oktober 1993 in Bratislava) war ein slowakischer Tischtennisspieler und fünffacher Weltmeister.

## Biographie
Tokárs erlernte das Tischtennisspiel 1934 durch den Pater Jozef Paulík im Salesianerstift Ružinov. Erste Erfolge feierte er im Alter von zwölf Jahren als slowakischer Jugendmeister. Drei Jahre später gewann er die Stadtmeisterschaft von Bratislava. Tokár war 18-maliger slowakischer Meister und erzielte 1948 bei den Meisterschaften der ČSR zweimal Gold.
Von 1947 bis 1963 nahm Tokár achtmal an Weltmeisterschaften teil. 1949 wurde er mit Ivan Andreadis Weltmeister im Doppel, indem sie im Endspiel ihre Landsleute Bohumil Váňa/Ladislav Štípek schlugen. Ein Jahr später wurden sie Vizeweltmeister hinter Ferenc Sidó/Ferenc Soós.
Mit der ČSR-Mannschaft holte Tokár 1947, 1948, 1950 und 1951 die Goldmedaille.
Nach dem Ende seiner Laufbahn wirkte Tokár im slowakischen Tischtennisverband mit, zuletzt war er dessen Ehrenpräsident.

## Turnierergebnisse
| Verband | Veranstaltung     | Jahr | Ort       | Land | Einzel        | Doppel        | Mixed        | Team |
| ------- | ----------------- | ---- | --------- | ---- | ------------- | ------------- | ------------ | ---- |
| TCH     | Weltmeisterschaft | 1963 | Prag      | TCH  | Qual          | Qual          | keine Teiln. |      |
| TCH     | Weltmeisterschaft | 1957 | Stockholm | SWE  | letzte 64     | Viertelfinale | letzte 32    | 3    |
| TCH     | Weltmeisterschaft | 1953 | Bukarest  | ROU  | Viertelfinale | letzte 64     | letzte 16    | 3    |
| TCH     | Weltmeisterschaft | 1951 | Wien      | AUT  | letzte 128    | Halbfinale    | letzte 16    | 1    |
| TCH     | Weltmeisterschaft | 1950 | Budapest  | HUN  | letzte 16     | Silber        | Scratched    | 1    |
| TCH     | Weltmeisterschaft | 1949 | Stockholm | SWE  | letzte 16     | Gold          | letzte 16    | 2    |
| TCH     | Weltmeisterschaft | 1948 | Wembley   | ENG  | Viertelfinale | letzte 16     | Scratched    | 1    |
| TCH     | Weltmeisterschaft | 1947 | Paris     | FRA  | letzte 64     | Viertelfinale | keine Teiln. | 1    |